# パール・ハーバー・アンド・ジ・エクスプロージョンズ
パール・ハーバー・アンド・ジ・エクスプロージョンズ (Pearl Harbor and the Explosions) は、アメリカ合衆国カリフォルニア州サンフランシスコ出身のバンド。1978年に結成され、ニュー・ウェイヴのバンドとして1970年代末から1980年代はじめに、限られた形ではあったが成功を収め、デビュー・シングル「誘惑のドライヴィン (Drivin')」は、1980年にアメリカン・トップ40の最下位ギリギリに到達した。同年、この曲や「Shut Up And Dance」などを収めたアルバム『真珠湾誘惑作戦』（英語ではセルフタイトルの『Pearl Harbor and the Explosions』）をリリースし、特にサンフランシスコ・ベイエリアを中心に、ラジオでも相当放送された。
ボーカルのパール・E・ゲイツ (Pearl E. Gates)、別名「パール・ハーバー」（「Pearl Harbor」、後にイギリス式の綴りに改め「Pearl Harbour」）は、自分のバンドを組む前は、レイラ・アンド・ザ・スネークスのライブに参加していた。一時期には、ザ・クラッシュのベーシストだったポール・シムノンと結婚していたが、後に別れている。
ゲイツがバンドを脱退した後、残ったメンバーであるピーター・ビルト (Peter Bilt) とステンチ兄弟 (the Stench brothers)（ジョンとヒラリー・ヘインズ (John and Hilary Hanes) の芸名）は、ピーター・ビルト・アンド・ジ・エクスプロージョンズ (Peter Bilt and the Expressions) として活動した。